# Theodor Blanch

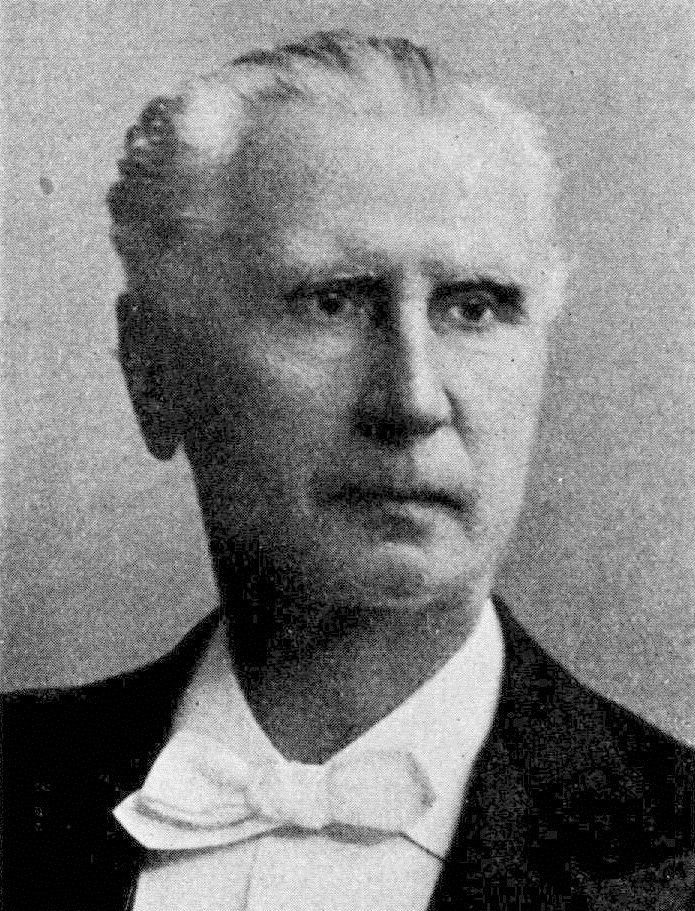
Theodor Blanch

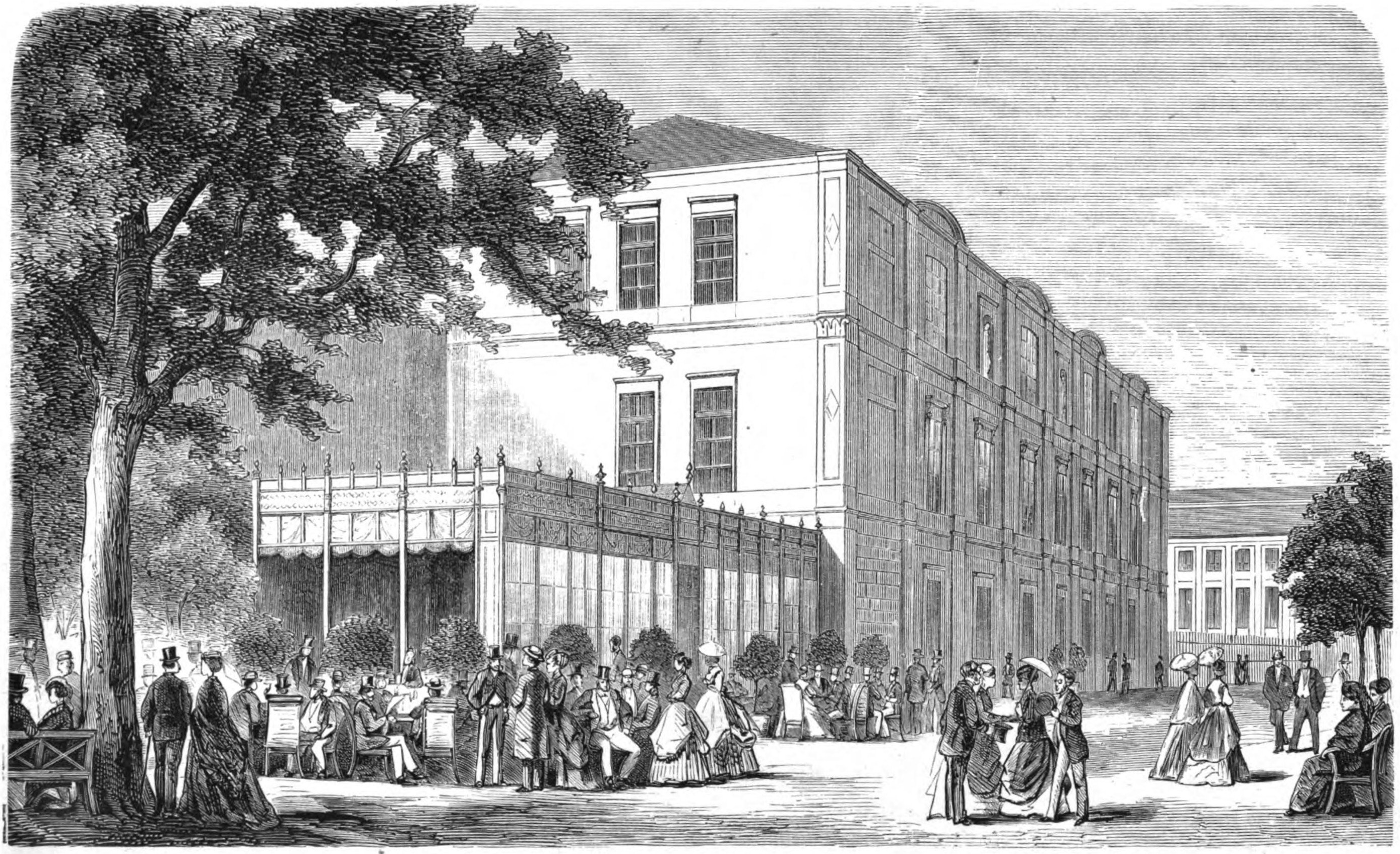
Blanchs Café

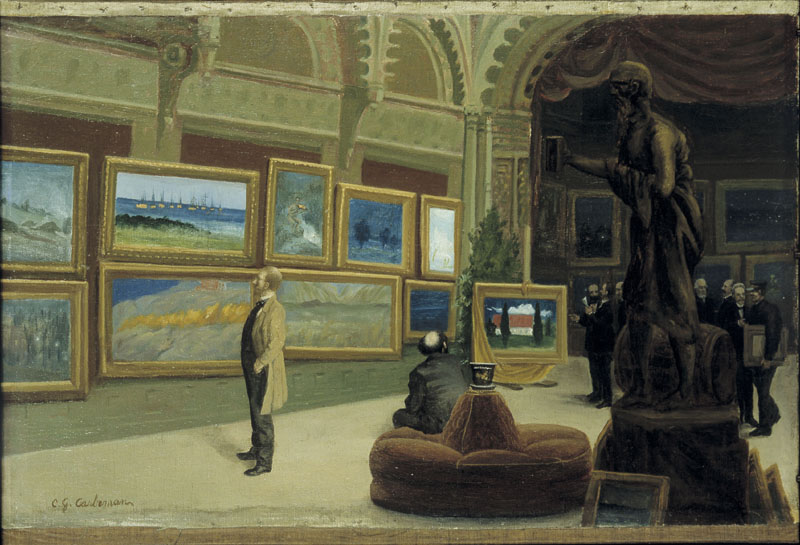
Gustaf Carleman: Blanchs konstsalong

Theodor Julius Blanch (geboren am 18. Juni 1835 in Berlin; gestorben am 3. Oktober 1911 in Stockholm) war ein deutsch-schwedischer Gastronom, Kunsthändler und Theaterdirektor.

## Leben
Theodor Blanch kam 1855 als Zwanzigjähriger nach Schweden. Zunächst lebte er in Göteborg, wo er die Leitung des Restaurants Lorensberg übernahm. Anschließend arbeitete er in verschiedenen Restaurants in Stockholm. 1859 wurde er Geschäftsführer des Stadthotels in Jönköping und übernahm ab November 1862 die Leitung des Bahnhofsrestaurants Hallsberg. Danach war er 1866–1867 Restaurantleiter des Operakällaren (Opernkeller) in Stockholm.
Am 1868 eröffnete er in der Stockholmer Innenstadt am Park Kungsträdgården sein eigenes Kaffeehaus, das nach mitteleuropäischem Vorbild betriebene Blanchs Café. Es entwickelte sich mit seinen allabendlichen Konzerten bei Literaten und Künstlern zum beliebten Treffpunkt. Bedingt durch den Erfolg seines Cafés erhielt Theodor Blanch den Auftrag, auf der Weltausstellung 1873 in Wien ein Restaurant mit schwedischen Spezialitäten zu betreiben. Seit 1877 verfügte Blanch mit der Villa Skogsborg über ein Sommerhaus im Park von Schloss Ulriksdal. In seinem Stockholmer Café ließ er 1878 elektrisches Licht installieren. Blanchs Café gehörte damit zu den ersten Gebäuden, die in Schweden über eine derartige Innenbeleuchtung verfügten. 1881 übertrug er das Café an einen anderen Betreiber. Nachdem er danach noch kurzzeitig in Stockholm ein so genanntes Wiener Café betrieben hatte, widmete er sich fortan anderen Geschäftsbereichen.
Bereits 1879 hatte er an der Rückseite seines Cafés mit Blanchs teater ein eigenes Theater eröffnet. Hier gab es Gastspiele ausländischer Theaterensembles, Vorträge, Kammermusikabende und Varieté-Vorstellungen. Nach finanziell wenig erfolgreichen Jahren stellte er den Theaterbetrieb ein und nutzte dessen Räume ab 1883 als Kunstgalerie Blanchs konstsalong. Hier fanden Ausstellungen mit Werken in- und ausländischer Künstler statt. 1885 und 1886 gab es in Blanchs konstsalong die für die schwedische Kunstgeschichte bedeutenden Ausstellungen der Opponenterna, einer Gruppe von jungen Künstlern, die sich gegen den Kunstbetrieb der Königlichen Akademie stellten. Ab 1889 nutzte die Künstlervereinigung Konstnärsförbundet die Räume für ihre Ausstellungen. Theodor Blanch war seit Gründung von Blanchs konstsalong zudem als Kunsthändler aktiv und trug die Bezeichnung hovkonsthandlare (Hofkunsthändler).
Blanch heiratete am 5. Oktober 1904 Adolfina Paulina Amberg, Witwe des Klavierbauers Erik Jacobson. Blanch starb 1911 in Stockholm. Das von ihm begründete Blanchs Café bestand noch bis 1918. Blanchs konstsalong wurde 1915 geschlossen und die Räume anschließend wieder als Theater genutzt. Der neue Name Blancheteatern nahm jedoch nicht auf Theodor Blanch Bezug, sondern leitete sich von dem Dramatiker August Theodor Blanche ab.